# Argyrosticta atribrunnea
Argyrosticta atribrunnea är en fjärilsart som beskrevs av Embrik Strand 1916. Argyrosticta atribrunnea ingår i släktet Argyrosticta och familjen nattflyn. Inga underarter finns listade i Catalogue of Life.